# Graphe biparti

Exemple de graphe biparti quelconque

En théorie des graphes, un graphe est dit biparti si son ensemble de sommets peut être divisé en deux sous-ensembles disjoints  {\displaystyle U} et {\displaystyle V} tels que chaque arête ait une extrémité dans {\displaystyle U} et l'autre dans {\displaystyle V}.
Un graphe biparti permet notamment de représenter une relation binaire.

## Caractérisation
Il existe plusieurs façons de caractériser un graphe biparti.
Par le nombre chromatique
Les graphes bipartis sont les graphes dont le nombre chromatique est inférieur ou égal à 2.
Par la longueur des cycles
Un graphe est biparti si et seulement s'il ne contient pas de cycle impair.
Par le spectre
Si un graphe est biparti, alors son spectre vérifie la propriété suivante :
Si {\displaystyle \lambda } est une valeur propre de la matrice d'adjacence du graphe, alors {\displaystyle -\lambda } en est aussi une, avec la même multiplicité que celle de  {\displaystyle \lambda }.
Par les polyèdres
Un graphe est biparti si et seulement si son polytope des stables est décrit par les contraintes de clique de taille 2.

## Graphes bipartis particuliers

Exemple de graphe biparti complet

Les graphes suivants sont bipartis : le graphe vide, les arbres, les cycles de longueurs paires, les hypercubes et les grilles.
De plus, on définit les graphes bipartis suivants :
- Un graphe biparti est dit biparti complet (ou encore est appelé une biclique) si chaque sommet de {\displaystyle U} est relié à chaque sommet de {\displaystyle V}.
- Un graphe biparti est dit birégulier si tous les sommets de {\displaystyle U} ont le même degré, et si tous les sommets de {\displaystyle V} ont le même degré.
- Les graphes bipartis de Kneser sont une famille de graphes bipartis permettant de décrire des relations d'inclusion entre ensembles.
- 110-graphe de Iofinova-Ivanov